# Sophie Crüwell
Sophie Crüwell (Bielefeld, 12 marzo 1826 – Monte Carlo, 6 novembre 1907) è stata un soprano tedesco.

## Biografia
Sophie Johanne Charlotte Crüwell è nata in Prussia, inizia gli studi di canto con Louis Spohr a Kassel, poi a Parigi con Marco Bordogni e Francesco Lamperti, esordì in Germania, poi passò in Italia dove italianizzò in Sofia Cruvelli il suo cognome originale. Cantò a Venezia, Milano e Genova, ove si fece notare anche per le sue bizzarrie.
Nel 1847 interpreta Luisa Strozzi in Lorenzino de' Medici di Giovanni Pacini al Teatro Sociale di Rovigo.
Nel 1848 fu chiamata al His Majesty's Theatre di Londra come Elvira in Ernani. Poi Interpretò con successo Norma e La sonnambula di Bellini, La figlia del reggimento di Donizetti, Fidelio di Bethoven, Nabucco di Verdi. 
Nel 1849 è Odabella in Attila (opera) al Teatro alla Scala di Milano dove nel 1850 è Abigaille in Nabucco con Antonio Superchi e Maria Stuarda in David Riccio di Vincenzo Capecelatro.
Sempre nel 1850 al Teatro alla Canobbiana di Milano  canta Linda di Chamounix ed al Teatro Verdi (Padova) Linda ed Attila con successo.
L'8 aprile 1851 debutta al Théâtre-Italien di Parigi con successo in Ernani.
Il 20 maggio 1851 al Her Majesty's Theatre canta Fidelio e poi nella prima assoluta di Florinda di Sigismund Thalberg.
Nel 1854 si trasferì all'Opéra national de Paris per l'enorme somma di 100.000 franchi annui, ove ottenne successo tra l'altro come Valentina ne Gli ugonotti di Meyerbeer e fu la creatrice del ruolo di Hélène ne I vespri siciliani di Verdi. 
Dopo essere apparsa all'Opéra ne La Vestale (Spontini), cantò al Royal Opera House, Covent Garden di Londra in Otello, Fidelio e Don Giovanni.
Fu molto ammirata per la voce potente e la spiccata teatralità.
Lasciò le scene dopo il matrimonio con il barone Georges Vigier.